# Malawi-Graumull
Der Malawi-Graumull (Fukomys whytei, Syn.: Cryptomys whytei) ist eine Art der Graumulle (Fukomys) innerhalb der Sandgräber (Bathyergidae). Wie andere Graumulle ist sie an eine unterirdische und grabende Lebensweise angepasst. Bisher konnte die Art nur im Norden von Malawi dokumentiert werden, möglicherweise kommt sie auch im angrenzenden Nordosten von Sambia und im Südosten von Tansania vor.

## Merkmale
Der Malawi-Graumull erreicht eine Kopf-Rumpf-Länge von 12,9 bis 15,6 Zentimetern bei einem Gewicht von 110 bis 155 Gramm, der Schwanz ist mit 1,6 bis 2,0 Zentimetern Länge sehr kurz. Die Männchen sind dabei im Durchschnitt etwas größer und schwerer als die Weibchen. Die mittelgroße Art besitzt ein graubraun-sandfarbenes Fell, eine weiße Kopfzeichnung fehlt. Die Nagezähne sind vorstehend. Der Chromosomensatz besteht aus 2n = 46 (FN=76) Chromosomen mit 15 meta- und 8 acrozentrischen Paaren.

## Verbreitung
Der Malawi-Graumull ist nur isoliert vom Nyika-Plateau im Norden von Malawi bekannt, möglicherweise kommt er auch im angrenzenden Nordosten von Sambia und im Südosten von Tansania vor.

## Lebensweise
Über die Lebensweise der Art liegen nur sehr wenige bis gar keine Informationen vor. Die Fundorte befinden sich typischerweise in trockenen Waldgebieten mit harten Böden in Höhenlagen von 500 bis 1760 Metern, die jährliche Niederschlagsmenge beträgt durchschnittlich etwa 1230 Millimeter. Wie andere Graumulle lebt auch diese Art weitgehend unterirdisch in Kolonien mit mehreren Tieren und gräbt Baue. Die Tiere ernähren sich herbivor von Wurzeln, Knollen und anderen Pflanzenteilen. Auf dem Nyika-Plateau treten die Tiere sympatrisch mit dem Silbergrauen Erdbohrer (Heliophobius argenteocinereus) auf, wobei dieser an die weicheren Böden der höher gelegenen afromontanen Grasflächen gebunden ist, während der Malawi-Graumull auf den härteren Böden der niedriger liegenden Baumsavannen des Miombo-Typs vorkommt. Der Silbergraue Erdbohrer ist als solitär lebende Art wahrscheinlich nicht in der Lage, die härteren und mit weniger Nahrung durchsetzten Böden der Wälder zu besiedeln, in denen die Arbeitsteilung der Graumull-Kolonien Vorteile bietet. Auf der anderen Seite ist er konkurrenzstärker in den weicheren und kälteren Böden der Höhenlagen, in denen sich die Graumulle wahrscheinlich vor allem aufgrund ihrer weniger effektiven Thermoregulation und anderer Faktoren nicht durchsetzen können.
Über die Fortpflanzung und Aktivität der Malawi-Graumulle liegen keine Informationen vor.

## Systematik
Der Malawi-Graumull wird als eigenständige Art innerhalb der Gattung der Graumulle (Fukomys) eingeordnet, die aus zehn bis vierzehn Arten besteht. Die wissenschaftliche Erstbeschreibung stammt von Oldfield Thomas aus dem Jahr 1897 als Georychus whytei und erfolgte anhand eines weiblichen Individuums vom Malawisee in Nyasaland, dem heutigen Malawi. Er wurde lange als Unterart des Afrikanischen Graumulls (Cryptomys hottentotus) betrachtet, durch genetische Analysen 2004 und 2005 jedoch wieder in den Status einer eigenständigen Art erhoben.
Innerhalb der Art werden neben der Nominatform keine Unterarten unterschieden. Benannt wurde der Malawi-Graumull nach dem schottischen Naturforscher Alexander Whyte, der im Auftrag der britischen Regierung im heutigen Malawi aktiv war und aus dessen Sammlung O. Thomas die Art beschrieb.

## Status, Bedrohung und Schutz
Der Malawi-Graumull wird bei der International Union for Conservation of Nature and Natural Resources (IUCN) bislang nicht als eigene Art gelistet und wird unter dem Eintrag des Afrikanischen Graumulls (Cryptomys hottentotus) behandelt. Dieser wird als „nicht gefährdet“ (Least concern) betrachtet.

## Belege
1. 1 2 3 4 5 6 7 8 9  R. L. Honeycutt: Whyte's Mole-rat - Fukomys whytei. In: Don E. Wilson, T.E. Lacher, Jr., Russell A. Mittermeier (Herausgeber): Handbook of the Mammals of the World: Lagomorphs and Rodents 1. (HMW, Band 6), Lynx Edicions, Barcelona 2016; S. 370. ISBN 978-84-941892-3-4.
2. 1 2  Hynek Burda, Radim Šumbera, Wilbert N. Chitaukali, Gilbert L. Dryden: Taxonomic status and remarks on ecology of the Malawian mole-rat Cryptomys whytei (Rodentia, Bathyergidae). Acta Theriologica 50 (4), Dezember 2005; S. 529–536. doi:10.1007/BF03192646
3. ↑  M. Lövy, J. Šklíba, H. Burda, W. N. Chitaukali & R. Šumbera: Ecological characteristics in habitats of two African mole-rat species with different social systems in an area of sympatry: implications for the mole-rat social evolution. Journal of Zoology 286, 26. Februar 2012; S. 145–153. doi:10.1111/j.1469-7998.2011.00860.x, (Volltext).
4. ↑  Oldfield Thomas: Exhibition of small mammals collected by Mr. Alexander Whyte during his expedition to the Nyika plateau and Masuka Mountains, NR Nyasa. Proceedings of the Zoological Society of London, 1897; S. 430–436. (Digitalisat)
5. ↑  C.G. Faulkes, E. Verheyen, W. Verheyen, J.U.M. Jarvis, N.C. Bennett: Phylogeographical patterns of genetic divergence and speciation in African mole-rats (Family: Bathyergidae). Molecular Ecology 13(3), 2004; S. 613–629. doi:10.1046/j.1365-294X.2004.02099.x
6. ↑  „Whyte.“ In: Bo Beolens, Michael Grayson, Michael Watkins: The Eponym Dictionary of Mammals. Johns Hopkins University Press, 2009; S. 444; ISBN 978-0-8018-9304-9.
7. ↑  Cryptomys hottentottus in der Roten Liste gefährdeter Arten der IUCN 2016.2. Eingestellt von: S. Maree, C. Faulkes, D. Schlitter, 2008. Abgerufen am 3. Oktober 2017.